# 広仁寺
広仁寺（こうじんじ）は、中華人民共和国陝西省西安市蓮湖区にある仏教寺院。広仁寺は陝西省の唯一のチベット仏教寺院。

## 歴史
清の康熙42年（1703年）、広仁寺が建ち始める。2年後に竣工する。清の滅亡後、広仁寺は地元政府の執務場として機能した。
1931年、方丈室が爆破され、楊虎城が修復された。
1950年代に、地元政府は資金を投下し仏寺の再建を行いました。1983年、中華人民共和国国務院は仏寺を漢族地区仏教全国重点寺院に認定した。

## 伽藍

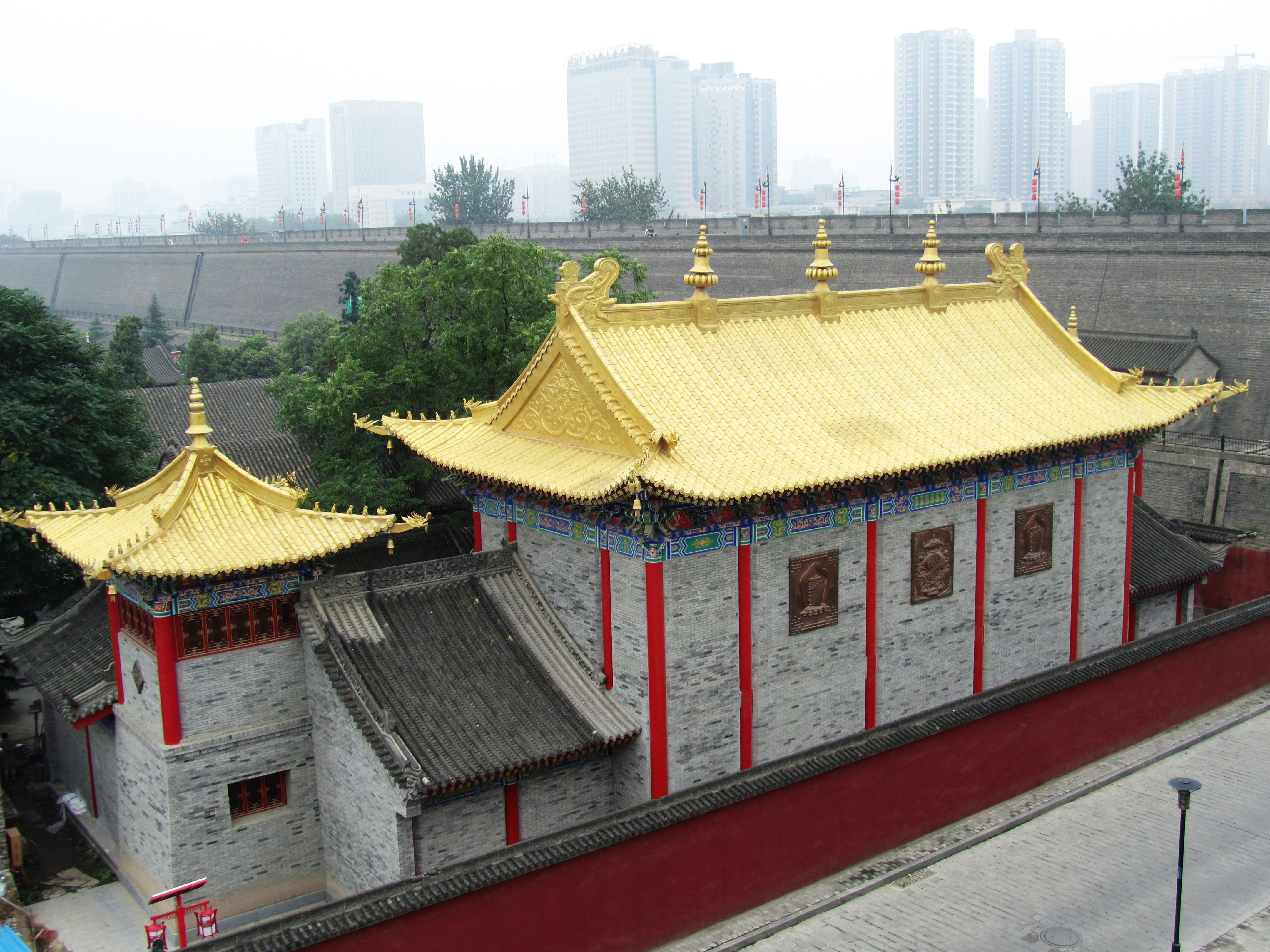
蔵経閣

山門、天王殿、長寿殿、護法金剛殿、大雄宝殿、観音殿、多羅菩薩殿、千仏殿、蔵経閣、法堂